# Fresno de Rodilla
Fresno de Rodilla ist eine 49 Einwohner (Stand: 2024) zählende Gemeinde der Provinz Burgos in der Autonomen Gemeinschaft Kastilien-León (Castilla y León), Spanien. Sie gehört zur Comarca Alfoz de Burgos.

## Lage
Fresno de Rodilla liegt etwa 20 Kilometer ostnordöstlich vom Stadtzentrum von Burgos. 

## Bevölkerungsentwicklung
| Jahr      | 1970 | 1981 | 1991 | 2001 | 2011 | 2021 |
| Einwohner | 54   | 26   | 34   | 51   | 48   | 46   |

## Sehenswürdigkeiten
- Romanuskirche (Iglesia de San Román)